# Ignatius Joseph III. Younan

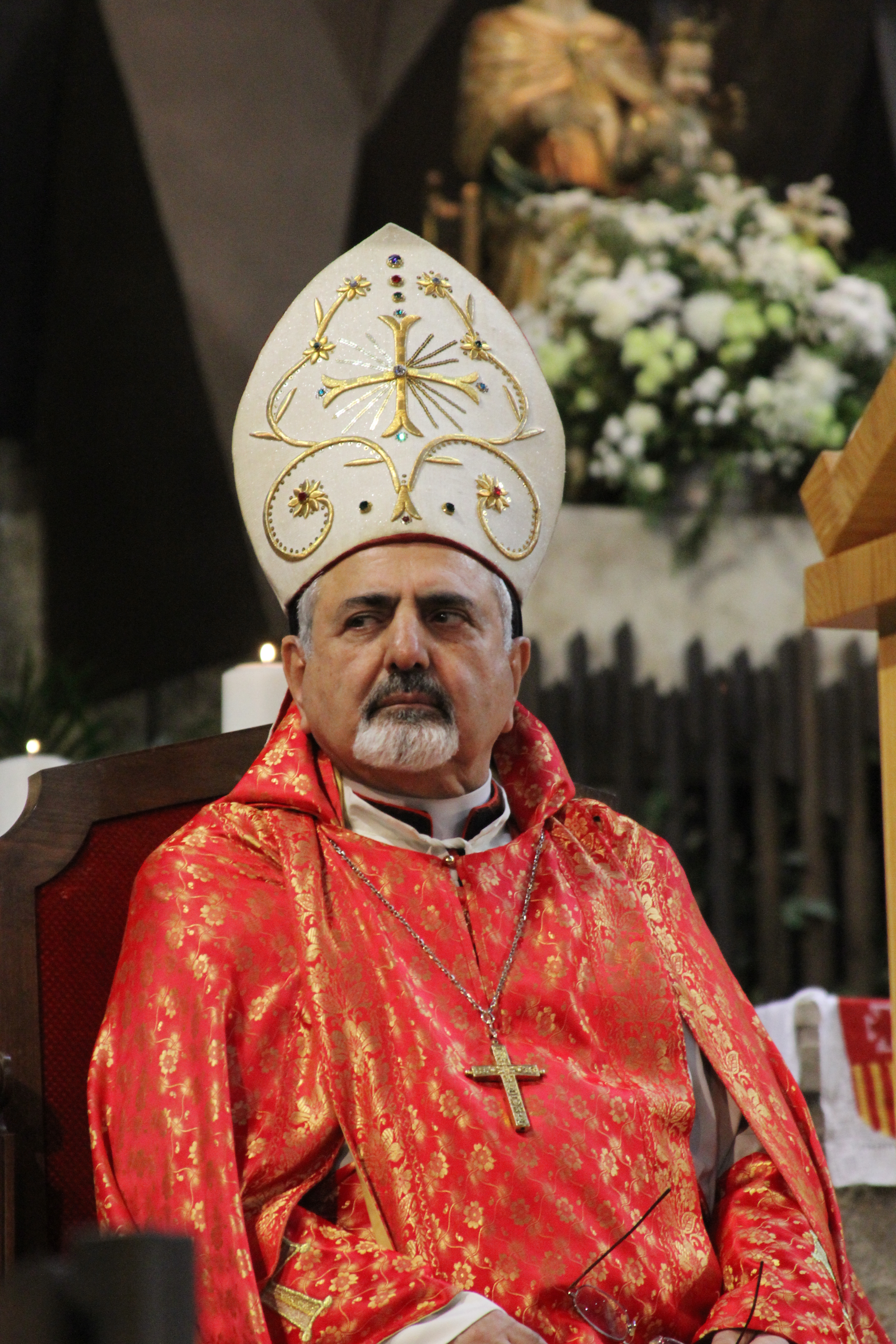
Ignatius Joseph III. Younan

Seine Seligkeit Mar Ignatius Joseph III. Younan, mit bürgerlichem Namen Joseph F. Younan, (* 15. November 1944 in Hassakeh (Hassaké), Syrien) ist syrisch-katholischer Patriarch von Antiochia und Oberhaupt der mit Rom unierten syrisch-katholischen Kirche mit Sitz in Beirut.

## Leben

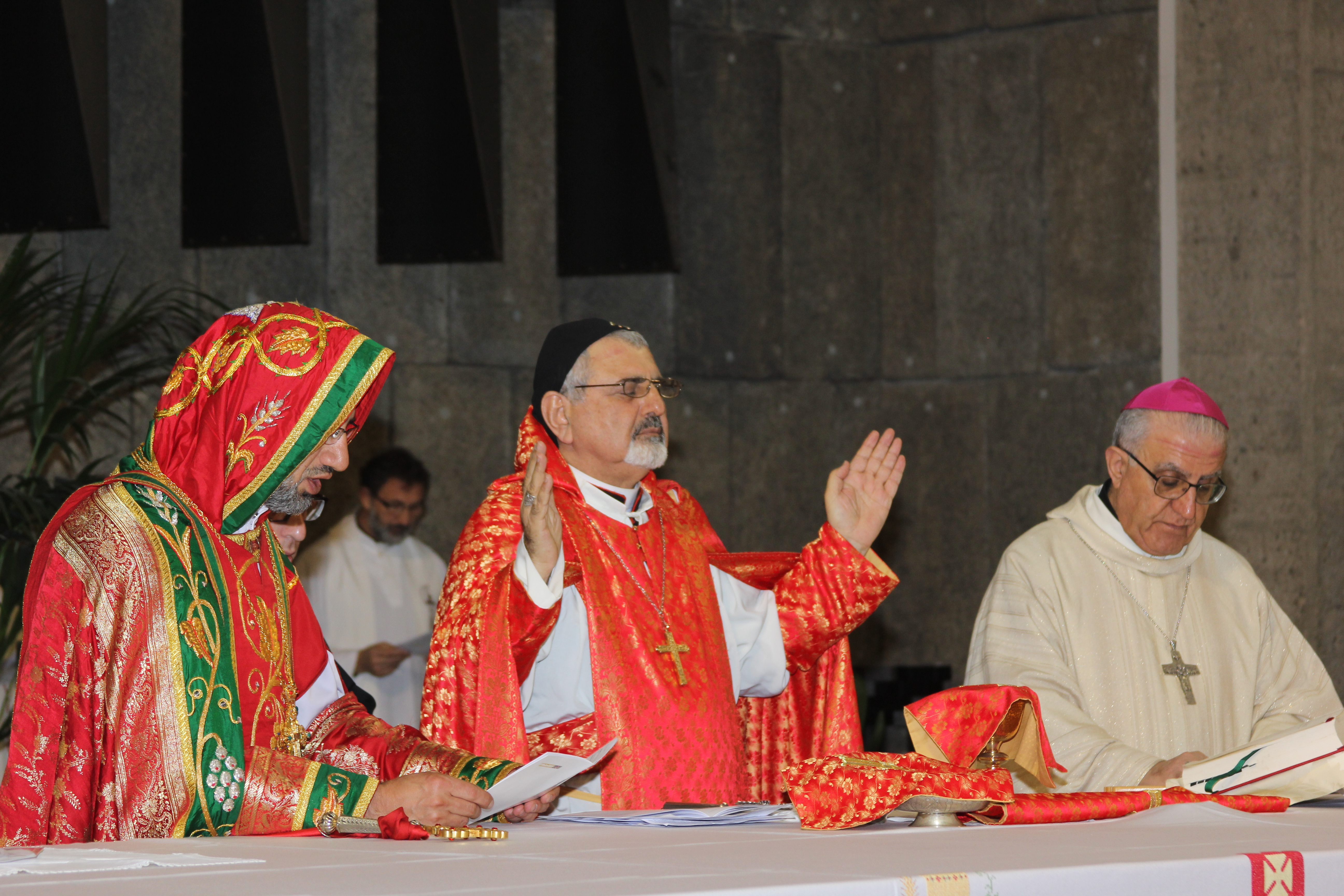
Younan zelebriert die Göttliche Liturgie gemeinsam mit dem chaldäisch-katholischen Erzbischof von Kirkuk Yousif Thomas Mirkis (rechts) und dem syrisch-orthodoxen Erzbischof Nicholas Matti Abdulahad.

Joseph F. Younan, eines von neun Geschwistern, studierte am St.-Ephrem-St.-Benoît-Priesterseminar der französischen Benediktiner in Charfet, Libanon. Anschließend studierte er Theologie und Philosophie am Collegio di Propaganda Fide der Jesuiten in Rom und an der Päpstlichen Universität Urbaniana in Rom. Joseph F. Younan empfing am 12. September 1971 die Priesterweihe und war anschließend Lehrer am Seminar in Charfet, später auch Regens des Priesterseminars. In seinem Heimatbistum Hassakeh war er von 1973 bis 1980 Leiter des Referates für Katechismus, ab 1980 Pfarrer in der Verkündigungsbasilika in Beirut.
1986 baute er die syrisch-katholische Gemeinde im Großraum New York City (New York und New Jersey) auf.
Papst Johannes Paul II. ernannte ihn 1995 zum ersten Bischof der syrisch-katholischen Eparchie „Our Lady of Deliverance of Newark“. Die Bischofsweihe in der Basilika St. Peter und Paul im syrischen Qamischli spendete ihm am 7. Januar 1996 Bischof Ignatius Antoine II. Hayek, Patriarch der syrisch-katholischen Kirche von Antiochien; Mitkonsekratoren waren Eustathe Joseph Mounayer, Erzbischof von Damaskus, und Denys Raboula Antoine Beylouni, Erzbischof von Aleppo in Syrien.
Er beherrscht neben Arabisch und Aramäisch auch Türkisch, Englisch, Französisch, Italienisch, Latein und Deutsch.

## Patriarch von Antiochien

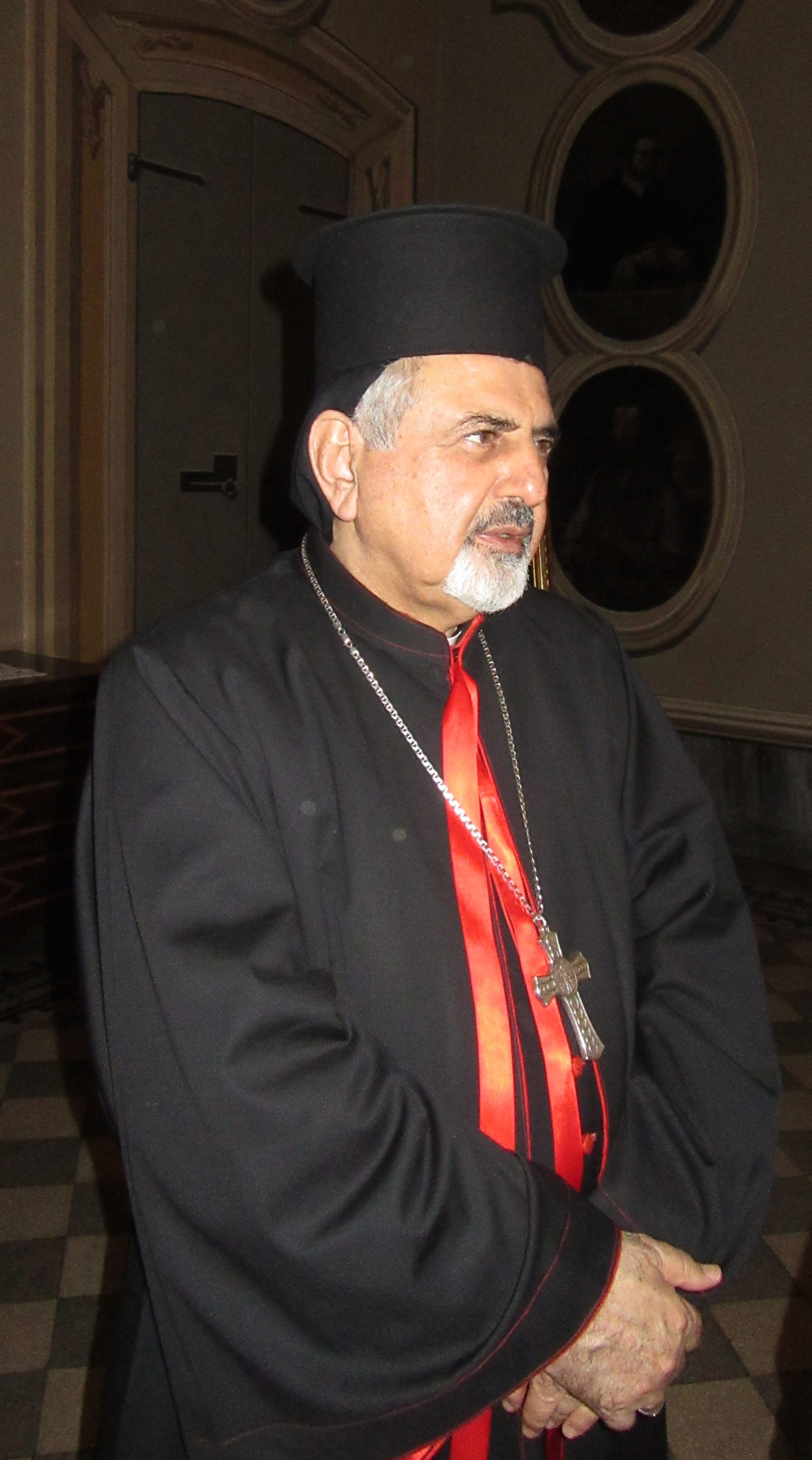
Ignatius Joseph III. Younan, 20. Februar 2017, Lodi.

Am 21. Januar 2009 wurde er von der syrisch-katholischen Bischofssynode in Rom als Nachfolger S.S. Ignatius Pierre VIII. Abdel-Ahads zum Patriarchen gewählt. Am 23. Januar 2009 absolvierte er seinen Antrittsbesuch bei Papst Benedikt XVI.
Am Blutfreitag, den 14. Mai 2010, war Younan Hauptzelebrant und Schirmherr des Pontifikalamtes beim Weingartner Blutritt, einer jährlichen Reiterprozession zu der Reliquie des Heiligen Blutes, die seit dem 5. März 1094 in der Basilika St. Martin in Weingarten verwahrt wird.
Im August 2017 beklagte er, der Westen habe die christlichen Minderheiten im Nahen Osten „verraten“.

## Orden und Ehrenzeichen
- Benedikt-Medaille der Seelsorgeeinheit St. Benedikt Ochsenhausen, 2010